# Mạch Nhâm
Mạch Nhâm (任脈) là mạch của các kinh âm. Trong quan điểm của y khoa cổ truyền phương Đông thì mạch Nhâm cùng với mạch Đốc tạo thành hai mạch chủ trọng trên cơ thể con người (một mạch thâu tóm các kinh dương và một mạch thâu tóm các kinh âm).

## Vị trí
Khởi đầu từ huyệt Hội Âm (nơi giao nhau của mạch Nhâm với mạch Đốc), mạch Nhâm đi ngược lên bụng qua giữa vùng mu, giữa bụng, giữa ngực, giữa cổ rồi kết thúc ở huyệt Thừa Tương.
Từ huyệt thừa tương có những mạch chạy vòng quanh môi, vào lợi (nướu) rồi liên lạc với mạch đốc tại huyệt Ngân Giao
Cũng từ huyệt Thừa Tương xuất phát 2 nhánh đi lên 2 bên đến huyệt Thừa Khấp rồi đi sâu vào trong mắt

## Các huyệt đạo
Các huyệt quan trọng thuộc mạch Nhâm là Hội Âm, Khúc Cốt, Trung Cực, Quan Nguyên, Thạch Môn, Khí Hải, Âm Giao, Thần Khuyết, Thủy Phần, Hạ Quản, Trung Quản, Thượng Quản, Hạ Uyển, Chiên Trung, Thiên Đột, và Thừa Tương.

## Công dụng
Đây là mạch quan trọng trong Đông Y, khí công và võ thuật Phương Đông.